# Україна на Дефлімпійських іграх
1993 року Україна вперше взяла участь в Дефлімпійських іграх як незалежна держава. Відтоді її спортсмени змагаються на всіх Літніх і Зимових Дефлімпійських іграх, що відбулися.

## Медалі на літніх Дефлімпійських іграх
| Ігри               | Золото | Срібло | Бронза | Загалом | Місце |
| 1993 Софія         | 2      | 4      | 2      | 8       | 14    |
| 1997 Копенгаген    | 5      | 10     | 5      | 20      | 9     |
| 2001 Рим           | 12     | 12     | 10     | 34      | 4     |
| 2005 Мельбурн      | 20     | 17     | 14     | 51      | 1     |
| 2009 Тайпей        | 20     | 22     | 25     | 67      | 2     |
| 2013 Софія         | 21     | 32     | 38     | 97      | 2     |
| 2017 Самсун        | 21     | 42     | 36     | 99      | 2     |
| 2021 Кашіас-де-Сул | 62     | 38     | 38     | 138     | 1     |
| Загалом            | 163    | 177    | 165    | 508     |       |

- Кількість медалей наведено на середину травня після закінчення XXIV Дефлімпійських ігор у Кашіас-де-Сул

## Медалі на зимових Дефлімпійських іграх
| Ігри                   | Золото | Срібло | Бронза | Загалом | Місце |
| 1999 Давос             | 0      | 0      | 0      | 0       | 17    |
| 2003 Сундвал           | 0      | 1      | 0      | 1       | 13    |
| 2007 Солт-Лейк-Сіті    | 0      | 4      | 3      | 7       | 10    |
| 2015 Хантимансійськ    | 0      | 5      | 3      | 8       | 10    |
| 2019 провінція Сондріо | 4      | 4      | 3      | 11      | 3     |
| Загалом                | 4      | 14     | 12     | 30      |       |

- Кількість медалей наведено на 22 грудня 2019 року — після закінчення зимовиї Дефлімпіади 2019